# 让-诺埃尔·巴罗
让-诺埃尔·巴罗（法語：Jean-Noël Barrot，發音：[ʒɑ̃ nɔɛl baʁo]；1983年5月13日—），法国民主运动党政治家。
2024年9月21日，巴罗出任总理米歇爾·巴尼耶政府外交部长。